# العلاقات المكسيكية الكورية الشمالية
العلاقات المكسيكية الكورية الشمالية هي العلاقات الثنائية التي تجمع بين المكسيك وكوريا الشمالية.

## مقارنة بين البلدين
هذه مقارنة عامة ومرجعية للدولتين:
| وجه المقارنة                                              | المكسيك                                                                               | كوريا الشمالية                        |
| --------------------------------------------------------- | ------------------------------------------------------------------------------------- | ------------------------------------- |
| المساحة (كم2)                                             | 1.97 مليون                                                                            | 120.54 ألف                            |
| عدد السكان (نسمة)                                         | 130.53 مليون                                                                          | 25.49 مليون                           |
| الكثافة السكانية (ن./كم²)                                 | 66.26                                                                                 | 211.47                                |
| العاصمة                                                   | مدينة مكسيكو                                                                          | بيونغيانغ                             |
| اللغة الرسمية                                             | اللغة الإسبانية                                                                       | لغة كوريا الشمالية القياسية ‏          |
| العملة                                                    | بيزو مكسيكي                                                                           | وون كوري شمالي                        |
| الناتج المحلي الإجمالي (بليون دولار)                      | 1.15 تريليون                                                                          |                                       |
| الناتج المحلي الإجمالي (تعادل القوة الشرائية) بليون دولار | 2.16 تريليون                                                                          |                                       |
| الناتج المحلي الإجمالي الاسمي للفرد دولار أمريكي          | 9.01 ألف                                                                              |                                       |
| الناتج المحلي الإجمالي للفرد دولار أمريكي                 | 17.32 ألف                                                                             |                                       |
| مؤشر التنمية البشرية                                      | 0.756                                                                                 |                                       |
| رمز المكالمات الدولي                                      | +52                                                                                   | +850                                  |
| رمز الإنترنت                                              | .mx                                                                                   | .kp                                   |
| المنطقة الزمنية                                           | منطقة زمنية وسطى، المنطقة الزمنية الجبلية، زمن منطقة المحيط الهادئ، منطقة زمنية شرقية | ت ع م+08:30، ت ع م+08:30، ت ع م+09:00 |

## منظمات دولية مشتركة
يشترك البلدان في عضوية مجموعة من المنظمات الدولية، منها:
| علم المنظمة | اسم المنظمة                                         | تاريخ انضمام المكسيك | تاريخ انضمام كوريا الشمالية |
| ----------- | --------------------------------------------------- | -------------------- | --------------------------- |
|             | منظمة الطيران المدني الدولي                         | ?                    | ?                           |
|             | يونسكو                                              | 4 نوفمبر 1946        | 18 أكتوبر 1974              |
|             | الحركة الدولية للصليب الأحمر والهلال الأحمر         | ?                    | ?                           |
|             | الاتحاد الدولي لجمعيات الصليب الأحمر والهلال الأحمر | ?                    | ?                           |
|             | اللجنة الأولمبية الدولية                            | ?                    | ?                           |
|             | الصندوق الدولي للتنمية الزراعية                     | ?                    | ?                           |
|             | مؤتمر الأمم المتحدة للتجارة والتنمية                | ?                    | ?                           |
|             | الاتحاد البريدي العالمي                             | ?                    | ?                           |
|             | الاتحاد الدولي للاتصالات                            | 1 يوليو 1908         | ?                           |
|             | الأمم المتحدة                                       | 7 نوفمبر 1945        | 17 سبتمبر 1991              |
|             | المنظمة الهيدروغرافية الدولية                       | ?                    | ?                           |
|             | منظمة الأغذية والزراعة                              | ?                    | ?                           |
|             | حركة عدم الانحياز                                   | ?                    | ?                           |

## وصلات خارجية
- موقع وزارة الخارجية المكسيكية
- موقع وزارة الخارجية الكورية الشمالية